# Adrian Grünberg
Adrian Grünberg es un director de cine y guionista estadounidense de ascendencia alemana.
Grünberg es conocido por dirigir y coescribir la película Get the Gringo (2012). También ha trabajado como primer ayudante de dirección en películas como Apocalypto (2006) de Mel Gibson, Wall Street: El dinero nunca duerme' (2010) de Oliver Stone y Edge of Darkness (2010) de Martin Campbell. En 2019, dirigió Rambo: Last Blood, la quinta película de la franquicia.

## Filmografía
Cine
| Año  | Título            | Notas       |
| ---- | ----------------- | ----------- |
| 2012 | Get the Gringo    | Also writer |
| 2019 | Rambo: Last Blood |             |
| 2023 | The Black Demon   |             |

Televisión
| Año  | Título                | Notas                         |
| ---- | --------------------- | ----------------------------- |
| 2018 | Aquí en la Tierra     | Capítulo: "Persona protegida" |
| 2021 | Luis Miguel: La serie | 3 episodios                   |
| 2024 | Bandidos              |                               |